# Nesjestranda
Nesjestranda est une localité de la commune de Molde dans le comté de Møre og Romsdal. La localité compte 411 habitants au 1er janvier 2012 et se situe sur la rive nord du Langfjorden à environ un kilomètre de Sølsnes. 
L'entreprise de fabrication de meubles Nesje se situe à Nesjestranda; elle a fourni des meubles entre autres à l'Empereur du Japon et à la Maison-Blanche.